# Шемен д'Езе
Шемен д'Езе (фр. Chemin-d'Aisey) насеље је и општина у источном делу централне Француске у региону Бургоња, у департману Златна обала која припада префектури Монбар.
По подацима из 2011. године у општини је живело 69 становника, а густина насељености је износила 8,11 становника/km². Општина се простире на површини од 8,51 km². Налази се на средњој надморској висини од 317 метара (максималној 389 m, а минималној 290 m).

## Демографија
| 1962. | 1968. | 1975. | 1982. | 1990. | 1999. | 2011. |
| ----- | ----- | ----- | ----- | ----- | ----- | ----- |
| 110   | 114   | 83    | 67    | 80    | 70    | 69    |

График промене броја становника у току последњих година